# アイル・ビー・ユア・ベイビー・トゥナイト
「アイル・ビー・ユア・ベイビー・トゥナイト」（I'll Be Your Baby Tonight）は、ボブ・ディランが1967年に発表したカントリー調の楽曲。
1967年11月29日、ナッシュビルのコロムビア・スタジオAで録音された。1967年12月27日発売の8作目のアルバム『ジョン・ウェズリー・ハーディング』に収録。スティール・ギターはピート・ドレイク。
3分に満たない地味な曲ながら、数多くのアーティストにカバーされた。

## カバー・バージョン
|        | アーティスト名                          | レコード                                     |
| ------ | --------------------------------------- | -------------------------------------------- |
| 1968年 | ホセ・フェリシアーノ                    | 『Souled』                                   |
| 1968年 | バール・アイヴス                        | 『The Times They Are a-Changin'』            |
| 1968年 | ジェフ&マリア・マルダー                 | 『Pottery Pie』                              |
| 1968年 | レスター・フラット&アール・スクラッグス | 『Nashville Airplane』                       |
| 1969年 | レイ・スティーブンス                    | 『Have a Little Talk with Myself』           |
| 1969年 | エミルー・ハリス                        | 『Gliding Bird』                             |
| 1969年 | ホリーズ                                | 『Hollies Sing Dylan』                       |
| 1969年 | アン・マレー                            | 『This Way Is My Way』                       |
| 1969年 | リンダ・ロンシュタット                  | 『Hand Sown ... Home Grown』                 |
| 1969年 | ブラザース・フォア                      | 『Let's Get Together』                       |
| 1970年 | ジョージ・ベイカー・セレクション        | 『Little Green Bag』                         |
| 1971年 | エンゲルベルト・フンパーディンク        | 『Sweetheart』                               |
| 1971年 | クロード・キング                        | 『Chip 'N' Dale's Place』                    |
| 1972年 | リタ・クーリッジ                        | 『The Lady's Not for Sale』                  |
| 1972年 | ゴールディ・ホーン                      | 『Goldie』                                   |
| 1978年 | マリアンヌ・フェイスフル                | 『Faithless』                                |
| 1982年 | モーリン・タッカー                      | 『Playin' Possum』                           |
| 1987年 | ボビー・ダーリン                        | 1971年録音。『Live At The Desert Inn』収録。 |
| 1990年 | ロバート・パーマー                      | シングル。全英シングルチャート6位。          |
| 1993年 | クリス・クリストファーソン              | 『30〜トリビュート・コンサート』             |
| 1999年 | ジョン・P・ハモンド                     | 『Tangled Up in Blues: Songs of Bob Dylan』  |
| 2002年 | ノラ・ジョーンズ                        | シングル「Feelin' the Same Way」に収録。     |
| 2006年 | イアン・ギラン                          | 『ギランズ・イン』                           |